# Drepanium resupinatum
Drepanium resupinatum là một loài Rêu trong họ Hypnaceae. Loài này được (Taylor) G. Roth mô tả khoa học đầu tiên năm 1904.